# Panasonic RX–1650 LS
Panasonic RX–1650 LS típusjelű rádió-magnó. Gyártó: Matsushita Electric Trading Co. Ltd., Japán.
A készülék hosszú-, közép-, rövid- és ultrarövidhullámú vételre alkalmas mono rádiórészt és félsávos mono hangfelvételre alkalmas kazettás magnórésszel van felszerelve. Integrált áramkörös mono végerősítővel rendelkezik. A magnóval a beépített elektretmikrofonnal és közvetlenül a rádiórészből, illetőleg külső műsorforrásból is készíthető felvétel. Automata felvételi kivezérléssel rendelkezik, nyomógombos üzemmódkapcsolói a W 1450 típushoz hasonló funkciók szerint működtetik a futóművet, annyi eltéréssel, ez ezen készülték pillanat-állj funkcióval is rendelkezik. Számlálóműje és szalagvégkapcsolója is van. A felvételi üzemmódot egy külön LED jelzi, amely a rádió állomásskáláján található az állomás-hangolásjelző mellett. A készülékben két hangszóró található: egy széles sávú 10 cm átmérőjű és egy magassugárzó, 5 cm átmérőjű típus. A végerősítő kimenetére csatlakoztatható külső hangdoboz vagy fejhallgató is.

## Műszaki adatok és minőségi jellemzők

### Mechanikai adatok
- Üzemeltetési helyzet: vízszintes és függőleges
- Szalagtárolási rendszer: Compact Cassette
- Rögzíthető sávrendszer: félsáv, mono
- Lejátszható sávrendszerek:
  - félsáv mono
  - 2 x negyedsáv sztereó
- Felvételi és lejátszási szalagsebesség: 4,76 cm/s ± 2%
- Szalagsebesség-ingadozás: ± 0,3%
- Gyorstekercselési idő C 60 kazettánál: 120 s
- Beépített motor: 1 db, egyenáramú
- Szalaghosszmérés: háromjegyű számlálóval
- Külső méretek: 131 x 225 x 348 mm
- Tömege: 2,94 kg (telepek nélkül)

### Hangfrekvenciás átviteli jellemzők
- Használható szalagfajták:
  - vasoxidos (Fe2O3)
  - ferrokróm (FeCr)
  - krómdioxidos (CrO2)
- Frekvenciaátvitel szalagról mérve:
  - 100...10 000 Hz ± 3 dB (Fe2O3)
  - 100...11 000 Hz ± 3 dB (FeCr)
  - 100...12 000 Hz ± 3 dB (CrO2)
- Jel-zaj viszony szalagról mérve, 1 kHz/0 dB jelnél:
  - >= 38 dB (Fe2O3)
  - >= 40 dB (CrO2)
- Törlési csillapítás 1 kHz/0 dB jelnél: >= 60 dB
- Szalagról mért harmonikustorzítás, feszültségkimeneten, 333 Hz/0 dB jelnél:
  - >= 5% (Fe2O3)
  - >= 3,5% (CrO2)
- A végerősítő frekvenciaátviteli sávja: 100...12 000 Hz -2 dB
- A végerősítő harmonikus torzítása:
  - 333 Hz/0 dB jelnél: <= 6%
  - 1000 Hz/0 dB jelnél: <= 5%

### Üzemi adatok
- Felvételi és lejátszási korrekció:
  - 3180 + 120/70 µs
- Törlő és előmágnesező áram frekvenciája: 35 kHz ± 2 kHz
- Tápegyenfeszültség: 9 V
- A tápegyenfeszültség üzemi tűrése: -1,5 V / +1 V
- Telepkészlet: 6 db 1,5 V-os R 20 góliátelem
- Hálózati tápfeszültség: 220 V, 50 Hz
- Teljesítményfelvétel hálózatból: 9 VA
- Megengedett hálózati feszültségingadozás: ±10 V

### Általános adatok
- Hangszínszabályozás:
  - 100 Hz-en ±12 dB
  - 10 kHz-en ±14 dB
- Hangfrekvenciás bemenetek:
  - mikrofon: 1 mV/100 kOhm
  - lemezjátszó: 100 mV/470 kOhm
  - rádió: nincs külön kivezetve
- Hangfrekvenciás kimenetek:
  - jelfeszültség: 2 V/22 kOhm (maximum)
  - fejhallgató: 1,65 V/8 ohm
  - hangszóró: 2,19 V/3,5 ohm
- Hangfrekvenciás kimeneti teljesítmény:
  - telepes üzemben:
    - 1 W/3 ohm (szinuszos)
    - 1,2 W/3 ohm (zenei)

  - hálózati üzemben:
    - 1,4 W/3 ohm (szinuszos)
    - 1,6 W/3 ohm (zenei)
- Beépített hangszóró:
  - 1 db 3,2 ohm/2 W
  - 1 db 200 ohm/0,5 W
- Kivezérlésmérő: nincs beépítve

### Rádiófrekvenciás adatok
- Vételi sávok:
  - hosszúhullám, 150...285 kHz
  - középhullám, 520...1610 kHz
  - rövidhullám, 5,9...18 MHz
  - URH (OIRT norma), 65...74 MHz
- Vételi érzékenység:
  - hosszúhullámon: 800 mV/m
  - középhullámon: 800 µV/m
  - rövidhullámon: 45 µV/m
  - URH-n: 10 µV
- Vételi szelektivitás:
  - hosszúhullámon: >= 36 dB
  - középhullámon: >= 36 dB
  - rövidhullámon: >= 26 dB
  - URH-n: >= 28 dB
- Frekvenciaátvitel rádióműsor-vételnél:
  - AM sávon: 100...3500 Hz -2 dB
  - FM sávon: 100...15 000 Hz -2 dB
- Demodulációs torzítás:
  - AM sávokon: <= 2,5%
  - FM sávon: <= 2%
    - mono vételnél: <= 1,5%
    - sztereó vételnél: <= 1,8%

### Szolgáltatások
- Automata szalagvégkapcsoló: van
- AFC áramkör URH vételnél: van
- Automata felvételi kivezérlés: van
- Kézi kivezérlésszabályozási lehetőség: nincs
- Beépített elektretmikrofon: van
- Felvételi együtthallgatás: van
- Külső tápforrás-csatlakozó: csak hálózati
- Pillanat-állj távvezérlés: nincs
- Műsor-gyorskereső üzemmód: van

### Beépített erősítőelemek
- Tranzisztorok:
  - 3 db 2 SA 838
  - 6 db 2 SD 636
  - 2 db SC 2021
  - 2 db 2 SA 786
- Integrált áramkörök:
  - 1 db RVIUPC 1018CE
  - 1 db TA 7208P

### Mechanikus beállítási adatok
- A gumigörgő nyomóereje felvétel/lejátszás üzemmódban: 240...280 cN
- A felcsévélő tengelycsonk forgatónyomatéka felvétel/lejátszás üzemmódban: 85...110 cN
- A csévélő tengelycsonkok forgatónyomatéka gyorstekercselésnél:
  - jobb oldali: 120 cN ± 15 cN
  - bal oldali: 100 cN ± 15 cN
- Az automata szalagvégkapcsoló mechanikus érintkezőjének nyomatéka: 40 cN
- A hajtómotor fordulatszám-szabályozása: ± 3% (mechanikus centrifugálszabályozóval)

### Áramfelvételi adatok
- Üresjáratban: 30 mA
- Gyorstekercselésnél: 150...250 mA
- Lejátszás üzemben: 250...350 mA
- Felvételi üzemben: 550 mA (maximum)
- Felvétel a beépített rádióból, közepes monitorhangerőnél: 450 mA
- Rádióműsor-hallgatás legnagyobb hangerőnél: 300 mA

### Elektromos beállítások
- Előmágnesező áram:
  - 0,7 mA (Fe2O3)
  - 1,6 mA (CrO2 és FeCr)
- Előmágnesező feszültség:
  - 70 mV / 160 mV
- Törlés: állandómágnessel
- Törlőfeszültség: 6,3 V
- Beépített fejek:
  - 1 db félsávos törlőfej (műanyagba öntött állandómágnesű maggal)
  - 1 db félsávos kombináltfej (lágy permalloyból készült fejmaggal)

### Rádiófrekvenciás beállítások
- AM középfrekvencia: 455 kHz
- FM középfrekvencia: 10,7 MHz
- Az AM oszcillátorok hangolása:
  - 160/280 kHz (HH)
  - 550/1500 kHz (KH)
  - 6/18 MHz (RH)
- Az AM modulátorok hangolási pontjai: a rádiófrekvenciás adatoknál megadott vételi sávok szélső frekvenciáin
- Az FM oszcillátor hangolása: 66/73 MHz
- Az FM modulátor hangolása: 65/74 MHz